# Július Bielik
Július Bielik (Vyškov, 1962. március 8. –) csehszlovák válogatott szlovák labdarúgó.

## Nemzeti válogatott
A csehszlovák válogatottban 18 mérkőzést játszott.

## Statisztika
| Csehszlovák válogatott | Csehszlovák válogatott | Csehszlovák válogatott |
| Időszak                | Mérk.                  | gól                    |
| ---------------------- | ---------------------- | ---------------------- |
| 1983                   | 1                      | 0                      |
| 1984                   | 0                      | 0                      |
| 1985                   | 0                      | 0                      |
| 1986                   | 0                      | 0                      |
| 1987                   | 2                      | 0                      |
| 1988                   | 6                      | 0                      |
| 1989                   | 3                      | 0                      |
| 1990                   | 6                      | 0                      |
| Összesen               | 18                     | 0                      |